# Richard Herd
Richard Herd (Boston, Massachusetts; 26 de septiembre de 1932-Los Ángeles, California; 26 de mayo de 2020) fue un actor estadounidense de películas y televisión.

## Biografía
Su primer papel protagonista fue en la película de suspense El síndrome de China [The China Syndrome] (1979) junto a Jane Fonda, Jack Lemmon y Michael Douglas, interpretando a Evan McCormick, el corrupto presidente de la compañía de gas y electricidad de California, un papel que le dio a conocer fuera de Estados Unidos. Según los datos de la Internet Movie Database, tenía rasgos faciales similares al actor Karl Malden y a menudo era confundido con él.
Era conocido por su papel en la serie de ciencia ficción V de la cadena NBC (1983), en la segunda temporada —La batalla final (1984)—, interpretó a John, el comandante supremo de los Visitantes.
Otros papeles principales del mismo género incluyeron participaciones recurrentes en la serie de NBC SeaQuest DSV como el almirante Noyce, y en Star Trek: Voyager como almirante Owen Paris, el padre de Tom Paris. Tuvo dos apariciones como invitado especial en Quantum Leap (1989 y 1993), y en una serie para niños fue el capitán Galaxy —Moe Stein—, un viajero del tiempo. Ha aparecido en varias convenciones de fanes debido a sus papeles en series de ciencia ficción.
Aparte de la ciencia ficción, tuvo el papel regular como el capitán Dennis Sheridan en T. J. Hooker de 1982 hasta 1985, y apareció en Seinfeld como el Sr. Wilhelm, el jefe de George Costanza en Los Yankees. Otras apariciones como invitado incluyen The Rockford Files, Starsky y Hutch, Quantum Leap, The A-Team, NYPD Blue, y JAG. Hizo su debut cinematográfico en la película Hercules in New York (1970), y ocasionalmente sirvió como el tercer vicepresidente nacional del Sindicato de Actores de Cine.
Falleció a los ochenta y siete años el 26 de mayo de 2020 en su domicilio en Los Ángeles a causa de un cáncer.

## Filmografía

### Cine
| Año  | Título                                  | Personaje                  | Notas         |
| ---- | --------------------------------------- | -------------------------- | ------------- |
| 1970 | Hercules in New York                    | Presentador de televisión  |               |
| 1976 | All The President's Men                 | James W. McCord, Jr.       |               |
| 1977 | I Never Promised You a Rose Garden      | Dr. Halle                  |               |
| 1978 | F. I. S. T                              | Mike Monahan               |               |
| 1979 | The China Syndrome                      | Evan McCormack             |               |
| 1979 | The Onion Field                         | Beat Cop                   |               |
| 1980 | Wolf Lake                               | George                     |               |
| 1980 | Schizoid                                | Donahue                    |               |
| 1980 | Private Benjamin                        | General Foley              |               |
| 1981 | Lovely But Deadly                       | 'Honest Charley' Gilmarten |               |
| 1983 | Deal of the Century                     | Lyle                       |               |
| 1985 | Trancers                                | Chairman Spencer           |               |
| 1985 | Summer Rental                           | Angus MacLachlan           |               |
| 1987 | Planes, Trains and Automobiles          | Walt                       |               |
| 1989 | Gleaming the Cube                       | Ed Lawndale                |               |
| 1990 | Corporate Affairs                       | Cyrus Kinkaid              |               |
| 1990 | The Judas Project                       | Arthur Cunningham          |               |
| 1993 | Skeeter                                 |                            | No acreditado |
| 1996 | Sgt. Bilko                              | Gen. Tennyson              |               |
| 1997 | Midnight in the Garden of Good and Evil | Henry Skerridge            |               |
| 1998 | The Survivor                            | Bradford                   |               |
| 2000 | Joseph: King of Dreams                  | Jacob                      | Voz           |
| 2003 | Roddenberry on Patrol                   | Capitán Kirkus             | Vídeo Corto   |
| 2005 | The Cabinet of Dr. Caligari             | Notario Hans Raab          |               |
| 2005 | Confessions of a Pit Fighter            | Padre Mark                 |               |
| 2005 | Checkers                                | Phillip                    |               |
| 2006 | Vic                                     | Richard Hanson             | Corto         |
| 2007 | TV Virus                                | Profesor Black             |               |
| 2007 | Anna Nicole                             | J. Howard Marshall         |               |
| 2007 | Dog Days of Summer                      | Frank Cooper               |               |
| 2007 | InAlienable                             | Profesor Randolph Barnett  |               |
| 2017 | Get Out                                 | Roman Armitage             |               |
| 2018 | The Oath                                | Anciano                    |               |
| 2018 | The Mule                                | Tim Kennedy                |               |
| 2019 | The Silent Natural                      | Sr. Beagle                 | Final role    |

### Televisión
| Año       | Título                                           | Personaje                                                       | Notas                                                   |
| --------- | ------------------------------------------------ | --------------------------------------------------------------- | ------------------------------------------------------- |
| 1973      | Pueblo                                           | Ten. Cmdr. C. Clark                                             | Película de televisión                                  |
| 1975      | Kojak                                            | Bob                                                             | Episodio: "A Question of Answers"                       |
| 1975      | The Rockford Files                               | Sheriff Cliff Gladish                                           | Episodio: "Pastoria Prime Pick"                         |
| 1976      | Hazard's People                                  | Howard Frederickson                                             | Película de televisión                                  |
| 1976      | Captains and the Kings                           | Talmadge                                                        | Episodio: "Chapter IV" (as Richard T. Herd)             |
| 1977      | The Streets of San Francisco                     | Greene                                                          | Episodio: "The Cannibals"                               |
| 1977      | The Feather and Father Gang                      | Applegate                                                       | Episodio: "The Golden Fleece"                           |
| 1977      | Rafferty                                         |                                                                 | Episodio: "Rafferty"                                    |
| 1977      | The Hunted Lady                                  | Capt. Wilson                                                    | Película de televisión                                  |
| 1978      | Dr. Scorpion                                     | Bill Worthington                                                | Película de televisión                                  |
| 1978      | Kate Bliss and the Ticker Tape Kid               | Donovan                                                         | Película de televisión                                  |
| 1978      | Terror Out of the Sky                            | Col. Mangus                                                     | Película de televisión                                  |
| 1978      | Dr. Scorpion                                     | The Dane                                                        | Película de televisión                                  |
| 1979      | Eight Is Enough                                  | George McArthur                                                 | Episodio: "The Better Part of Valor"                    |
| 1979      | Starsky & Hutch                                  | Agente del FBI Smithers                                         | Episodios: "Targets Without a Badge: Parte 2 y 3"       |
| 1979      | Ike: The War Years                               | Gen. Omar Bradley                                               | Partes I, II, and III (miniserie)                       |
| 1979      | The Lazarus Syndrome                             | Morton                                                          | Episodio: "Malpractice"                                 |
| 1979      | Marciano                                         | John Furst                                                      | Película de televisión                                  |
| 1979–1981 | Hart to Hart                                     | Waldo Sommerton / Teniente Fredricks                            | 2 episodios                                             |
| 1980      | M*A*S*H                                          | Capt. Bill Snyder                                               | Episodio: "Back Pay"                                    |
| 1980      | Enola Gay: The Men, the Mission, the Atomic Bomb | General Groves                                                  | Película de televisión                                  |
| 1980      | Fighting Back: The Rocky Bleier Story            | Chuck Noll                                                      | Película de televisión                                  |
| 1980–1981 | Dallas                                           | John Mackey                                                     | 3 episodios                                             |
| 1981      | The Misadventures of Sheriff Lobo                | Dr. Smith                                                       | Episodio: "The Girls with the Stolen Bodies"            |
| 1981      | Elvis and the Beauty Queen                       | Thompson                                                        | Película de televisión                                  |
| 1981      | The Greatest American Hero                       | Adam Taft                                                       | Episodio: "The Greatest American Hero"                  |
| 1981      | Walking Tall                                     | Philip Ballard                                                  | Episodio: "Deadly Impact"                               |
| 1981      | Strike Force                                     |                                                                 | Episodio: "Kidnap"                                      |
| 1982      | Farrell for the People                           | Randolph Gardner (como Richard T. Herd)                         | Película de televisión                                  |
| 1982      | The Devlin Connection                            | Lt. Harvey Bukowski                                             | Episodio: "Jennifer"                                    |
| 1982–1984 | T. J. Hooker                                     | Capt. Dennis Sheridan                                           | 36 episodios                                            |
| 1982–1988 | Simon & Simon                                    | Oficial de policía Harry Flank / Cónsul Dearborn / Kyle Edmunds | 4 episodios                                             |
| 1983      | The Powers of Matthew Star                       | Dave Wellman                                                    | Episodio: "Dead Man's Hand"                             |
| 1983      | V                                                | John                                                            | Miniserie de televisión                                 |
| 1984      | Falcon Crest                                     | Calvin Kleeger                                                  | 2 episodios                                             |
| 1984      | V: The Final Battle                              | John                                                            | Miniserie de televisión                                 |
| 1984–1985 | Hardcastle and McCormick                         | Coronel Joe Bartz / Arthur Huntley / Lonnie Vanatta             | 2 episodios                                             |
| 1985      | Matt Houston                                     | Patrick Moffett                                                 | Episodio: "The Beach Club Murders"                      |
| 1985      | The A-Team                                       | Jonathan Durcell                                                | Episodio: "Waste 'Em!"                                  |
| 1985      | Knight Rider                                     | Lyle Jastrow                                                    | Episodio: "Knight Strike"                               |
| 1986      | Dynasty                                          | Jim Ellison                                                     | Episodio: "The Cry"                                     |
| 1986      | Scarecrow and Mrs. King                          | Jake Williamson                                                 | Episodio: "Photo Finish"                                |
| 1986–1993 | Murder, She Wrote                                | Arnett Cobb / Harvey McKittrick                                 | 2 episodios                                             |
| 1987      | Hill Street Blues                                | Mike                                                            | Episodio: "Norman Conquest"                             |
| 1987      | Rags to Riches                                   |                                                                 | Episodio: "Foley vs. Foley"                             |
| 1987      | Ohara                                            | Stillwell                                                       | Episodio: "Brian"                                       |
| 1987      | The Law and Harry McGraw                         | General Buckram                                                 | Episodio: "Yankee Boodle Dandy"                         |
| 1987      | Beauty and the Beast                             | Richard Barnes                                                  | Episodio: "A Children's Story"                          |
| 1988      | Favorite Son                                     |                                                                 | Parte uno                                               |
| 1988      | My First Love                                    | Chet Townsend                                                   | Película de televisión                                  |
| 1989      | Matlock                                          | Capitán de policía Edward Hanna / The Mad Hatter                | Episodio: "The Captain"                                 |
| 1989      | The Golden Girls                                 | Ernie                                                           | Episodio: "The Impotence of Being Ernest"               |
| 1989      | Nashville Beat                                   | Jefe Kincaid                                                    | Película de televisión                                  |
| 1989      | Mancuso, FBI                                     | Red Burrows                                                     | Episodio: "Little Saigon"                               |
| 1990      | Knots Landing                                    | Dr. Aaron Stahl                                                 | 2 episodios                                             |
| 1990      | China Beach                                      | Bartender                                                       | Episodio: "The Thanks of a Grateful Nation"             |
| 1990      | Midnight Caller                                  | Medina                                                          | Episodio: "Protection"                                  |
| 1990      | Fall from Grace                                  | Richard Dortch                                                  | Película de televisión                                  |
| 1990      | Jake and the Fatman                              | Frank Bronski                                                   | Episodio: "God Bless the Child"                         |
| 1990      | Camp Cucamonga                                   | Thornton Bradley                                                | Película de televisión                                  |
| 1990      | The Big One: The Great Los Angeles Earthquake    | Ray Goodrich                                                    | Película de televisión                                  |
| 1991      | Quantum Leap                                     | Moe Stein                                                       | Episodio: "Future Boy - October 6, 1957"                |
| 1991      | Tales from the Crypt                             | Phil Stone                                                      | Episodio: "Deadline"                                    |
| 1992      | FBI: The Untold Stories                          | Robert Mackle                                                   | Episodio: "Buried Alive"                                |
| 1992      | Seduction: Three Tales from the 'Inner Sanctum'  | Charles Hackley                                                 | Película de televisión                                  |
| 1992      | Renegade                                         | Sheriff Frank Brown                                             | Episodio: "Mother Courage"                              |
| 1992      | Majority Rule                                    |                                                                 | Película de televisión                                  |
| 1993      | Star Trek: The Next Generation                   | L'Kor                                                           | Episodios: "Birthright, Parte I" "Birthright, Parte II" |
| 1993      | Quantum Leap                                     | Ziggy Ziganovich / Moe Stein                                    | Episodio: "Mirror Image - August 8, 1953"               |
| 1993      | Dr. Quinn, Medicine Woman                        | Dr. John Hansen                                                 | Episodios: "Where the Heart Is: Partes 1 y 2            |
| 1993–1994 | SeaQuest DSV                                     | Almirante Noyce / Secretary General Noyce                       | 12 episodios                                            |
| 1994      | Winnetka Road                                    | Mike                                                            | 3 episodios                                             |
| 1994      | The Adventures of Brisco County, Jr.             | Presidente Cleveland                                            | 2 episodios                                             |
| 1994      | Robin's Hoods                                    | Coronel Beckett                                                 | Episodio: "To Heir Is Human"                            |
| 1994      | The Gift of Love                                 |                                                                 | Película de televisión                                  |
| 1994      | Cosmic Slop                                      | Cardinal (segmento: "The First Commandment")                    | Película de televisión                                  |
| 1995      | The Secretary                                    | Chuck Bosnell                                                   | Película de televisión                                  |
| 1995      | ER                                               | Dr. Murphy                                                      | Episodio: "Men Plan, God Laughs"                        |
| 1995–1998 | Seinfeld                                         | Matt Wilhelm                                                    | 11 episodios                                            |
| 1996      | A Case for Life                                  | Bud Cromwell                                                    | Película de televisión                                  |
| 1996      | Yesterday's Target                               | Aaron Winfield                                                  | Película de televisión                                  |
| 1996      | Shattered Mind                                   | Chester                                                         | Película de televisión                                  |
| 1996      | Walker, Texas Ranger                             | General Garrity                                                 | Episodio: "Codename: Dragonfly"                         |
| 1996      | Grace Under Fire                                 | Capitán de policía                                              | Episodio: "Road to Nowhere"                             |
| 1997      | Bruno the Kid                                    |                                                                 | Voz. Episodio: "The Spy Just Like Me"                   |
| 1997      | Journey of the Heart                             | Principal Martin                                                | Película de televisión                                  |
| 1997–98   | Pacific Blue                                     | Ethan Callaway                                                  | 2 episodios                                             |
| 1998      | Buffy the Vampire Slayer                         | Dr. Backer                                                      | Episodio: ""Killed By Death"                            |
| 1998      | I Married a Monster                              | Dr. Paul Drummond, Kelly's Uncle                                | Película de televisión                                  |
| 1998      | Diagnosis: Murder                                | Archie Mullen                                                   | Episodio: "Write, She Murdered"                         |
| 1998      | Caroline in the City                             | Barney Baxter                                                   | Episodio: "Caroline and the Big Night"                  |
| 1999      | A Fare to Remember                               | Sr. Jennings                                                    |                                                         |
| 1999–2001 | Star Trek: Voyager                               | Almirante Owen Paris                                            | 4 episodios                                             |
| 2000      | JAG                                              | Charlie Hoskins                                                 | Episodio: "The Bridge at Kang So Ri"                    |
| 2001      | The Fugitive                                     | Jack                                                            | Episodio: "Jenny"                                       |
| 2001      | The Song of the Lark                             | Reverend Larsen                                                 | Película de televisión                                  |
| 2002      | Family Law                                       | Judge Neil Walker                                               | Episodio: "Big Brother"                                 |
| 2002      | The District                                     | Sam SheridanAndi                                                | Episodio: "Faith"                                       |
| 2003–2004 | Everwood                                         | Herb Roberts                                                    | 2 episodios                                             |
| 2004      | The O.C.                                         | Bill Shaughnessy / Tío Shaun                                    | Episodio: "The Telenovela"                              |
| 2004      | NYPD Blue                                        | Jimmy McGowan                                                   | 2 episodios                                             |
| 2005      | Ghost Whisperer                                  | Stephen Devine                                                  | Episodio: "Hope and Mercy"                              |
| 2007      | Desperate Housewives                             | Harry Gaunt                                                     | Episodio: "Not While I'm Around"                        |
| 2007      | Love's Unfolding Dream                           | Windsor                                                         |                                                         |
| 2008      | Cold Case                                        | Gene Karnow '08                                                 | Episodio: "Shore Leave"                                 |
| 2010      | Elf Sparkle and the Special Red Dress            | Sparks                                                          | Voz. Película de televisión                             |
| 2012      | CSI: Miami                                       | Juez Paul Landsman                                              | Episodio: "Rest in Pieces"                              |
| 2012      | Betty White's Off Their Rockers                  | Varios                                                          | 6 episodios                                             |
| 2012      | Odessa                                           | Ben                                                             |                                                         |
| 2013      | Rizzoli & Isles                                  | Patrick Doyle, Sr.                                              | Episodio: "Partners in Crime"                           |
| 2015      | Star Trek: Renegades                             | Owen Paris                                                      |                                                         |
| 2018      | Shameless                                        | Gerald                                                          | Episodio: "Church of Gay Jesus"                         |
| 2018      | Hawaii Five-0                                    | Old Milton                                                      | Episodio: "Pua a'e la ka uwahi o ka moe"                |

- Vice (1999)

### Videojuegos
| Año  | Título             | Personaje                     | Notas                   |
| ---- | ------------------ | ----------------------------- | ----------------------- |
| 2006 | Blue Dragon        | Nene (Viejo)                  | Voz (versión en inglés) |
| 2010 | Fallout: New Vegas | Padre Elijah - Dead Money DLC | Voz                     |
| 2013 | BioShock Infinite  | Predicador Whitting           | Voz                     |